# O,O-Diethyldithiophosphat
O,O-Diethyldithiophosphat ist eine chemische Verbindung aus der Gruppe der Thiophosphorsäureester.

## Gewinnung und Darstellung
O,O-Diethyldithiophosphat kann durch Reaktion von Ethanol mit Phosphor(V)-sulfid gewonnen werden.
{\displaystyle \mathrm {4\ C_{2}H_{5}OH+P_{2}S_{5}\longrightarrow 2\ (C_{2}H_{5}O)_{2}P(S)SH+H_{2}S} }

## Verwendung
O,O-Diethyldithiophosphat wird als Zwischenprodukt zur Herstellung von Insektiziden wie Chlormephos, Ethion oder Phorat verwendet.